# مندرس سامانجیلار
مندرس سامانجیلار (انگلیسی: Menderes Samancılar؛ زادهٔ ۱ مهٔ ۱۹۵۴) بازیگر کردتبار اهل ترکیه است. وی از سال ۱۹۷۴ میلادی تاکنون مشغول فعالیت بوده‌است.
از فیلم‌ها یا برنامه‌های تلویزیونی که وی در آن نقش داشته‌است می‌توان به اگر بمیری، میکشمت، نوبت عاشقی اشاره کرد.